# Northrop AQM-38
Le AQM-38 était un drone cible américain, développé dans les années 1950 par la division Radioplane de la Northrop Corporation, Newbury Park, Californie, et fabriqué par sa division Ventura à Van Nuys, Californie. Largement utilisé pour l'entraînement au missile surface-air, plus de deux mille exemplaires furent construits au cours de sa production et il a été utilisé continuellement par l'United States Army et l'United States Navy pendant près de vingt ans.

## Conception et développement

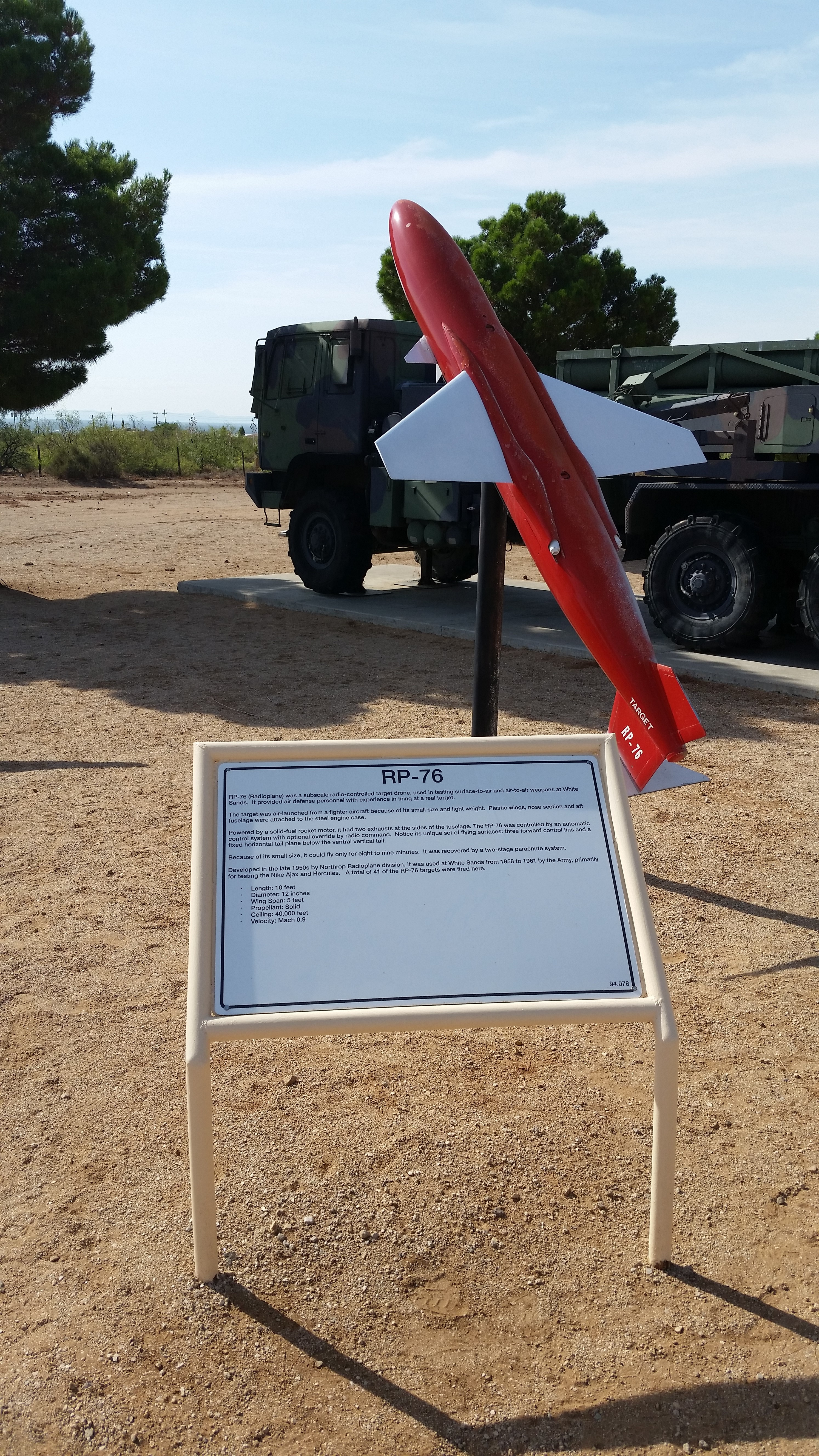
Exposition RP-76 au White Sands Missile Range Museum

À la suite des essais en vol du XKD4R drone cible, développé pour l'United States Navy, Radioplane a redessiné l'appareil en une version améliorée, désignée RP-76, qui a volé pour la première fois en 1959. Comparé au XKD4R, le RP-76 avait des carénages d'aile redessinés, avec la dérive de contrôle verticale déplacée vers le dessous du missile, au lieu d'être sur le dessus.
Le RP-76 était conçu pour voler selon une trajectoire préprogrammée en pilotage automatique, avec une guidance par commande radio optionnelle. Comme pour le XKD4R, le contrôle était assuré par trois ailerons situés à l'avant du corps de l'appareil. Une lentille de Lüneburg était incluse pour augmenter la signature radar du drone, et la récupération à la fin du vol se faisait par parachute.

## Historique opérationnel
Après son premier vol en 1959, le RP-76 a été le plus souvent lancé à partir d'un chasseur F-89 Scorpion de l'United States Air Force, et a été largement utilisé par l'armée américaine pour former les opérateurs de missiles surface-air; il a également été utilisé pour former les pilotes de chasse de l'USAF au tir air-air.
Une version légèrement modifiée, désignée RP-78, a été fournie à la marine américaine ; elle utilisait une fusée plus puissante, produisant 440 kilonewtons de poussée, pour propulser le drone à une vitesse maximale de Mach 1,25.
En 1963, les RP-76 et RP-78 ont reçu les désignations AQM-38A et AQM-38, respectivement, dans le nouveau système de désignation des missiles "tri-service". Au total, plus de 2 000 exemplaires du drone ont été construits par Northrop, le missile restant en service au sein de l'armée américaine jusqu'à leur retrait au milieu des années 1970.